# 陸桂棠
陸桂棠，號菊生，本籍江蘇上海，曾任軍功，是中國清朝官員，於1881年上任台灣恆春縣游擊，為台灣清治時期的地方官員，該官職主要從事恆春地區游擊事務，品等不高，只為正七品以下。
| 前任： 黃國棟 | 台灣恆春縣游擊 1881年上任 | 繼任： 劉維興 |